# San Giorgio Monferrato
San Giorgio Monferrato (en français Saint-Georges-en-Montferrat) est une commune italienne de la province d'Alexandrie dans la région Piémont, à environ 60 km à l'est de Turin et à 25 km au nord-ouest d’Alessandria.

## Géographie
Le territoire de cette commune de la Monferrato Casalese s'étend sur 7,1 km² avec une population de 1295 habitants.

## Culture

### Communes limitrophes
Casale Monferrato, Ozzano Monferrato, Rosignano Monferrato

## Démographie
Habitants recensés